# Sakkaratabletten

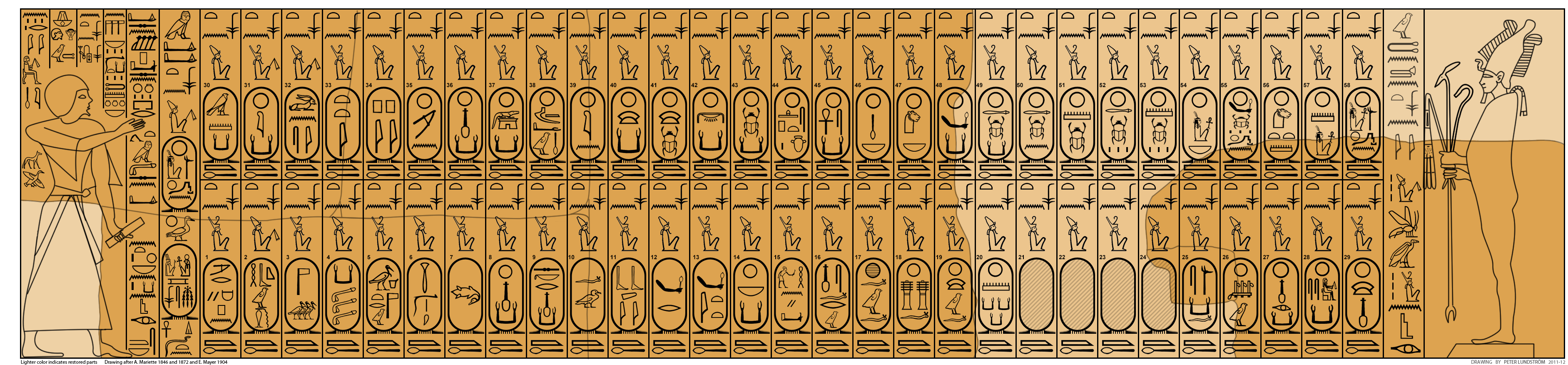
Teckning av Sakkaratabletten från 1864.

Sakkaratabletten är en lista med namnen på faraoner från Forntida Egypten.Den hittades 1861 i en grav i Sakkara tillhörande prästen Tjenry, som var kontrollant för monumenten i Gamla Egypten på Ramses II's tid. Listan är inte kronologisk eller komplett och många kronologiska fel förekommer. Den är svårt skadad och innehåller numera bara 47 av de ursprungliga 58 namnen. Den är en viktig källa (tillsammans med de kungliga annalerna, Turinpapyrusen, Karnaklistan och Abydoslistan) för att bestämma tronföljden på faraonerna. Listan är nu i Egyptiska museet i Kairo.

## Faraoner i listan
Kanon läses övre rad från höger till vänster, nedre rad från höger till vänster.
| Övre raden | Övre raden     | Övre raden                | Nedre raden | Nedre raden   | Nedre raden           |
| Nr         | Vanligt namn   | Namnet på listan          | Nr          | Vanligt namn  | Namnet på listan      |
| ---------- | -------------- | ------------------------- | ----------- | ------------- | --------------------- |
| 1          | Ramses II      | Usermaatra Setepenra      | 30          | Neferefra     | Khaneferra            |
| 2          | Seti I         | Menmaatra                 | 31          | Shepseskara   | Shepseskara           |
| 3          | Ramses I       | Menpehtyra                | 32          | Neferirkara   | Neferirkara           |
| 4          | Horemheb       | Djeserkheperure Setepenre | 33          | Sahura        | Sahura                |
| 5          | Amenhotep III  | Nebmaatra                 | 34          | Userkaf       | Userkaf               |
| 6          | Thutmosis IV   | Menkheperura              | 35          | Thamphthis?   | Namnet förstört       |
| 7          | Amenhotep II   | Aakheperura               | 36          | Bicheris?     | Namnet förstört       |
| 8          | Thutmosis III  | Menkheperra               | 37          | Djedefptah?   | Namnet förstört       |
| 9          | Thutmosis II   | Aakheperenra              | 38          | Shepseskaf?   | Namnet förstört       |
| 10         | Thutmosis I    | Aakheperkara              | 39          | Menkaura      | Menkaura              |
| 11         | Amenhotep I    | Djeserkara                | 40          | Chefren       | Khafra                |
| 12         | Ahmose         | Nebpehtira                | 41          | Djedefra      | Djedefra              |
| 13         | Mentuhotep II  | Nebhepetra                | 42          | Cheops        | Khufu                 |
| 14         | Mentuhotep III | Seankhkara                | 43          | Snofru        | Sneferu               |
| 15         | Amenemhet I    | Sehetepibre               | 44          | Huni          | Huni                  |
| 16         | Senusret I     | Kheperkara                | 45          | Khaba         | Nebkara               |
| 17         | Amenemhet II   | Nubkaura                  | 46          | Sekhemkhet    | Djoserteti            |
| 18         | Senusret II    | Khakheperra               | 47          | Djoser        | Djoser                |
| 19         | Senusret III   | Khakhaura                 | 48          | Khasekhemwy   | Bebi                  |
| 20         | Amenemhet III  | Nimaatra                  | 49          | Hudjefa       | Namnet okänt/utplånat |
| 21         | Amenemhat IV   | Maakherura                | 50          | Sekhemib?     | Neferkasokar          |
| 22         | Sobekneferu    | Sobekkara                 | 51          | Peribsen?     | Neferkara             |
| 23         | Pepi II        | Neferkara                 | 52          | Senedj        | Senedj                |
| 24         | Merenra I      | Merenra                   | 53          | Wneg          | Wadjlas               |
| 25         | Pepi I         | Pepi                      | 54          | Ninetjer      | Banetjeru             |
| 26         | Teti           | Teti                      | 55          | Raneb         | Kakau                 |
| 27         | Unas           | Unis                      | 56          | Hetepsekhemui | Baunetjer             |
| 28         | Djedkara       | Maatkara                  | 57          | Ka            | Kebehu                |
| 29         | Menkauhor      | Menkauhor                 | 58          | Adjib         | Merbapen              |